# バトラー郡 (カンザス州)
バトラー郡（英: Butler County）は、アメリカ合衆国カンザス州の南部に位置する郡である。2010年国勢調査での人口は65,880人であり、2000年の59,482人から10.8%増加した。郡庁所在地はエルドラード市（人口13,021人）であり、同郡で人口最大の都市でもある。バトラー郡は、ハーベイ郡、セジウィック郡、サムナー郡と共にウィチタ大都市圏を構成している。

## 歴史

### 19世紀
バトラー郡は、サウスカロライナ州選出アメリカ合衆国上院議員を務めたアンドリュー・ピケンズ・バトラーに因んで名付けられた。バトラーは1854年のカンザス・ネブラスカ法を起草した一人であり、カンザスを奴隷州にすることを強く主張していた。
1877年、フローレンス・エルドラード・アンド・ウォルナットバレー鉄道会社が、フローレンスからエルドラードまでの支線を建設し、1881年にはダグラスまで、さらに後にはアーカンザスシティまで延伸した。この線は、アッチソン・トピカ・アンド・サンタフェ鉄道に貸与・運行された。フローレンスからエルドラードまでの区間は1942年に廃線になった。当初敷設された線は、フローレンス、バーンズ、ドグラフ、エルドラード、オーガスタ、ダグラス、ロック、アクロン、ウィンフィールド、アーカンザスシティを繋いでいた。
1887年、シカゴ・カンザス・ネブラスカ鉄道はヘリントンからコールドウェルに至る南北方向の支線を建設した。この支線はヘリントンから、ロストスプリングス、リンカーンビル、アンテロープ、マリオン、オールン、ピーボディ、エルビング、ホワイトウォーター、ファーリー、ケチ、ウィチタ、ペック、コービン、ウェリントンとコールドウェルを結んだ。1893年までにこの支線はテキサス州フォートワースまで順に延伸された。この線は「OKT」と呼ばれた。シカゴ・カンザス・ネブラスカ鉄道は1891年に倒産し、シカゴ・ロック・アイランド・アンド・パシフィック鉄道に買収された。さらにこの会社は1世紀後の1980年に閉鎖され、オクラホマ・カンザス・テキサス鉄道に再編され、1988年にはミズーリ・パシフィック鉄道と合併し、1997年にはユニオン・パシフィック鉄道と合併した。地元の人はこの線を「ロックアイランド」と呼んでいる。

### 21世紀
2010年、キーストーン・クッシング・パイプラインのフェイズ2が、バトラー郡を南北に貫通して建設された。このパイプラインはポトウィン、トワンダ、オーガスタ、ダグラスの近くを通っており、免税に関すること、および漏洩があった場合の環境問題について大きな議論を呼んだ。「バーンズ」と名付けられたポンプ場が、ポトウィンの北2マイル (3 km) に建設され、新しく高圧送電線から分離した電力供給線がドグラフの東0.3マイル (500 m) に敷設された。

## 法と政府
マクファーソン郡はアルコールを禁じる、すなわち「ドライ」の郡だったが、1986年にカンザス州憲法が修正され、住民は投票で個人が嗜むアルコール飲料の販売を承認した。ただし、食料販売量の30%までという制限が付いた。

### 大統領選挙
カンザス州の大半の郡と同様にバトラー郡は共和党の確固たる地盤である。2008年の選挙では共和党候補のジョン・マケインが2対1に近い大差でバラク・オバマを破った。少なくとも1992年以降、民主党候補者で郡総投票数の40%以上を獲得した者はいない。バトラー郡を制した最後の民主党候補者は1976年のジミー・カーターである。

## 地理
アメリカ合衆国国勢調査局に拠れば、郡域全面積は1,446.42平方マイル (3,746.2 km2)であり、このうち陸地は1,427.85平方マイル (3,698.1 km2)、水域は18.57平方マイル (48.1 km2)で水域率は1.28%である。

### 主要高規格道路
出典:  National Atlas, U.S. Census Bureau
- - 州間高速道路35号線
- アメリカ国道54号線
- アメリカ国道77号線
- カンザス州道96号線
- カンザス州道177号線
- カンザス州道196号線
- カンザス州道254号線

### 隣接する郡
- マリオン郡 - 北
- チェイス郡 - 北東
- グリーンウッド郡 - 東
- エルク郡 - 南東
- カウリー郡 - 南
- サムナー郡 - 南西
- セジウィック郡 - 西
- ハーベイ郡 - 西

## 人口動態

2000人口ピラミッド

以下は2000年国勢調査による人口統計データである。
| 基礎データ - 人口: 59,482人 - 世帯数: 21,527 世帯 - 家族数: 16,176 家族 - 人口密度: 16人/km2（42人/mi2） - 住居数: 23,176軒 - 住居密度: 6軒/km2（16軒/mi2） 人種別人口構成 - 白人: 94.94% - アフリカン・アメリカン: 1.38% - ネイティブ・アメリカン: 0.91% - アジア人: 0.40% - 太平洋諸島系: 0.03% - その他の人種: 0.66% - 混血: 1.69% - ヒスパニック・ラテン系: 2.25% 年齢別人口構成 - 18歳未満: 28.6% - 18-24歳: 8.3% - 25-44歳: 28.8% - 45-64歳: 21.7% - 65歳以上: 12.6% - 年齢の中央値: 36歳 - 性比（女性100人あたり男性の人口） - 総人口: 100.9 - 18歳以上: 98.8 | 世帯と家族（対世帯数） - 18歳未満の子供がいる: 37.9% - 結婚・同居している夫婦: 62.6% - 未婚・離婚・死別女性が世帯主: 8.3% - 非家族世帯: 25.4% - 単身世帯: 21.9% - 65歳以上の老人1人暮らし: 9.4% - 平均構成人数 - 世帯: 2.67人 - 家族: 3.13人 収入と家計 - 収入の中央値 - 世帯: 45,474米ドル - 家族: 53,632米ドル - 性別 - 男性: 38,675米ドル - 女性: 26,109米ドル - 人口1人あたり収入: 20,150米ドル - 貧困線以下 - 対人口: 7.3% - 対家族数: 5.4% - 18歳未満: 9.0% - 65歳以上: 6.4% |

## 都市と町
| 都市名の後の数字は2010年国勢調査での人口を示す。 - エルドラード, 13,021 - 郡庁所在地 - アンドーバー, 11,791 - オーガスタ, 9,274 - ローズヒル, 3,931 - ダグラス, 1,700 - トワンダ, 1,450 - ベントン, 880 - レオン, 704 - ホワイトウォーター, 718 - ポトウィン, 449 - エルビング, 229 - レイザム, 139 - カソデイ, 129 - ボーモント - ボアダルク - ブレイナード - チェルシー - ドグラフ - ゴードン - ヘイバーヒル - ホプキンス - キーリー - ロリーナ - ポンティアック - プロスペクト - プロビデンス - ロザリア - ソルター - スマイリーバーグ - バノラ | 郡内にはオイルブームで栄え、その後放棄された町が多い。その多くは企業が所有した町である。 - アイクマン - アルキ - アマダー - ブラウンタウン - デュラチェン - フレーザー - マグナシティ - ミディアン - オイルヒル - オイルバレー - オファー - ラムジー - ウィンゲイト |

## 郡区
バトラー郡は29の郡区に分けられている。オーガスタ市とエルドラード市は「政治的に独立」と見なされ、下記郡区の数字からは外されている。下表で「人口中心」は最大都市であり、特に大きな数字でなければ、郡区の人口に含まれるものである。
| 郡区 | FIPSコード | 人口中心           | 人口  | 人口密度 /km2 (/sq mi) | 陸地面積 km2 (sq mi) | 水域 km2 (sq mi) | 水域率(%) | 座標                                                              |
| --- | ---------- | ------------------ | ----- | ---------------------- | -------------------- | ---------------- | --------- | ----------------------------------------------------------------- |
| オーガスタ                                                                                              | 03325      |                    | 1,405 | 17 (43)                | 84 (32)              | 1 (0)            | 0.68%     | 北緯37度41分32秒 西経96度59分15秒 / 北緯37.69222度 西経96.98750度 |
| ベントン                                                                                                | 06200      | ベントン           | 2,211 | 24 (61)                | 93 (36)              | 0 (0)            | 0 %       | 北緯37度47分0秒 西経97度6分11秒 / 北緯37.78333度 西経97.10306度   |
| ブルーミントン                                                                                          | 07500      |                    | 544   | 6 (15)                 | 93 (36)              | 0 (0)            | 0 %       | 北緯37度35分57秒 西経96度54分1秒 / 北緯37.59917度 西経96.90028度  |
| ブルーノ                                                                                                | 08825      | アンドーバー       | 9,744 | 107 (278)              | 91 (35)              | 0 (0)            | 0.10%     | 北緯37度41分37秒 西経97度6分48秒 / 北緯37.69361度 西経97.11333度  |
| チェルシー                                                                                              | 12750      |                    | 190   | 1 (2)                  | 261 (101)            | 17 (7)           | 6.15%     | 北緯37度55分27秒 西経96度44分34秒 / 北緯37.92417度 西経96.74278度 |
| クレイ                                                                                                  | 13575      |                    | 83    | 1 (2)                  | 94 (36)              | 0 (0)            | 0.22%     | 北緯37度31分21秒 西経96度45分39秒 / 北緯37.52250度 西経96.76083度 |
| クリフォード                                                                                            | 14175      |                    | 259   | 2 (6)                  | 108 (42)             | 0 (0)            | 0.18%     | 北緯38度2分7秒 西経96度58分41秒 / 北緯38.03528度 西経96.97806度   |
| ダグラス                                                                                                | 18425      | ダグラス           | 2,306 | 25 (64)                | 93 (36)              | 0 (0)            | 0.32%     | 北緯37度31分1秒 西経97度0分33秒 / 北緯37.51694度 西経97.00917度   |
| エルドラード                                                                                            | 20100      |                    | 1,700 | 12 (32)                | 140 (54)             | 2 (1)            | 1.46%     | 北緯37度48分38秒 西経96度52分23秒 / 北緯37.81056度 西経96.87306度 |
| フェアマウント                                                                                          | 22275      | エルビング         | 511   | 5 (14)                 | 94 (36)              | 0 (0)            | 0.14%     | 北緯38度2分34秒 西経97度5分53秒 / 北緯38.04278度 西経97.09806度   |
| フェアビュー                                                                                            | 22450      |                    | 491   | 5 (14)                 | 92 (36)              | 0 (0)            | 0.14%     | 北緯37度52分15秒 西経96度59分46秒 / 北緯37.87083度 西経96.99611度 |
| グレンコー                                                                                              | 26400      |                    | 239   | 1 (4)                  | 161 (62)             | 1 (0)            | 0.60%     | 北緯37度41分29秒 西経96度36分57秒 / 北緯37.69139度 西経96.61583度 |
| ヒッコリー                                                                                              | 31750      |                    | 90    | 1 (1)                  | 162 (62)             | 1 (0)            | 0.67%     | 北緯37度37分5秒 西経96度37分45秒 / 北緯37.61806度 西経96.62917度  |
| リンカーン                                                                                              | 40500      |                    | 317   | 1 (3)                  | 257 (99)             | 2 (1)            | 0.64%     | 北緯37度57分6秒 西経96度53分1秒 / 北緯37.95167度 西経96.88361度   |
| リトルウォルナット                                                                                      | 41625      | レオン             | 1,002 | 11 (28)                | 94 (36)              | 0 (0)            | 0.44%     | 北緯37度41分34秒 西経96度46分37秒 / 北緯37.69278度 西経96.77694度 |
| Logan                                                                                                   | 41775      |                    | 154   | 2 (4)                  | 94 (36)              | 0 (0)            | 0.16%     | 北緯37度37分15秒 西経96度45分13秒 / 北緯37.62083度 西経96.75361度 |
| ミルトン                                                                                                | 46875      | ホワイトウォーター | 1,136 | 12 (31)                | 94 (36)              | 0 (0)            | 0.15%     | 北緯37度57分21秒 西経97度7分14秒 / 北緯37.95583度 西経97.12056度  |
| マードック                                                                                              | 49225      |                    | 378   | 4 (10)                 | 93 (36)              | 0 (0)            | 0 %       | 北緯37度51分42秒 西経97度6分23秒 / 北緯37.86167度 西経97.10639度  |
| プレザント                                                                                              | 56200      | ローズヒル（部分） | 4,649 | 50 (129)               | 93 (36)              | 0 (0)            | 0.11%     | 北緯37度35分49秒 西経97度6分54秒 / 北緯37.59694度 西経97.11500度  |
| プラムグローブ                                                                                          | 56850      | ポトウィン         | 661   | 7 (19)                 | 92 (36)              | 1 (0)            | 0.58%     | 北緯37度56分46秒 西経97度0分51秒 / 北緯37.94611度 西経97.01417度  |
| プロスペクト                                                                                            | 57775      |                    | 2,033 | 10 (26)                | 203 (78)             | 16 (6)           | 7.20%     | 北緯37度49分25秒 西経96度45分35秒 / 北緯37.82361度 西経96.75972度 |
| リッチランド                                                                                            | 59250      | ローズヒル（部分） | 2,399 | 26 (66)                | 94 (36)              | 0 (0)            | 0.02%     | 北緯37度31分37秒 西経97度6分29秒 / 北緯37.52694度 西経97.10806度  |
| ロッククリーク                                                                                          | 60475      |                    | 299   | 3 (8)                  | 94 (36)              | 0 (0)            | 0 %       | 北緯37度31分19秒 西経96度53分3秒 / 北緯37.52194度 西経96.88417度  |
| ロザリア                                                                                                | 61125      |                    | 589   | 4 (9)                  | 162 (63)             | 1 (0)            | 0.58%     | 北緯37度46分47秒 西経96度37分22秒 / 北緯37.77972度 西経96.62278度 |
| スプリング                                                                                              | 67275      |                    | 1,566 | 17 (43)                | 94 (36)              | 0 (0)            | 0.13%     | 北緯37度41分36秒 西経96度52分52秒 / 北緯37.69333度 西経96.88111度 |
| シカモア                                                                                                | 69700      | カソデイ           | 333   | 1 (3)                  | 295 (114)            | 2 (1)            | 0.76%     | 北緯38度1分15秒 西経96度40分19秒 / 北緯38.02083度 西経96.67194度  |
| トワンダ                                                                                                | 71150      | トワンダ           | 2,727 | 29 (76)                | 93 (36)              | 0 (0)            | 0.14%     | 北緯37度47分32秒 西経96度59分43秒 / 北緯37.79222度 西経96.99528度 |
| ユニオン                                                                                                | 72050      | レイザム           | 226   | 1 (4)                  | 161 (62)             | 1 (0)            | 0.72%     | 北緯37度32分2秒 西経96度38分41秒 / 北緯37.53389度 西経96.64472度  |
| ウォルナット                                                                                            | 74900      |                    | 760   | 8 (21)                 | 92 (36)              | 1 (0)            | 0.77%     | 北緯37度36分4秒 西経96度59分31秒 / 北緯37.60111度 西経96.99194度  |
| Sources: “Census 2000 U.S. Gazetteer Files”. U.S. Census Bureau, Geography Division. 2012年4月1日閲覧。 |            |                    |       |                        |                      |                  |           |                                                                   |

## 教育

### 統一教育学区
- USD 205, ブルーステム
  - レオン、レイザム、田園部
- USD 206, レミントン・ホワイトウォーター
  - ホワイトウォーター、ポトウィン、エルビング、田園部
  - フレデリック・レミントン高校
- USD 375, サークル
  - トワンダ、ベントン、田園部
- USD 385, アンドーバー
  - アンドーバー、田園部
- USD 394, ローズヒル
  - ローズヒル、田園部
- USD 396, ダグラス
  - ダグラス、田園部
- USD 402, オーガスタ
  - オーガスタ、田園部
- USD 490, エルドラード
  - エルドラード、田園部
- USD 492, フリントヒルズ
  - ロザリア、カソデイ、田園部

隣接する郡の教育学区
- USD 398, ピーボディ・バーンズ
  - 田園部

### 私立学校
- ベリーン・アカデミー、エルビング市

### カレッジ
- バトラー郡コミュニティカレッジ、エルドラード市